# Puente Nelson Mandela
El Puente Nelson Mandela (en afrikáans: Nelson Mandelabrug; en inglés:Nelson Mandela Bridge) es un puente en Johannesburgo, Sudáfrica. Fue terminado en 2003 a un costo aproximado de 38 millones de rands.
La propuesta para el puente fue vincular a dos grandes áreas de negocio de Braamfontein y Newtown, así como rejuvenecer y en un cierto nivel modernizar el centro de la ciudad, como parte de una iniciativa de una empresa, Blue IQ. El puente fue construido sobre más de 42 líneas ferroviarias sin demasiado tráfico ferroviario y es de 284 metros de largo.
Hay dos torres, norte y sur, de 42 y 27 metros respectivamente.